# 蕭常哥
蕭常哥（しょう じょうか、重熙8年（1039年）- 天慶元年10月18日（1111年11月20日））は、遼（契丹）の政治家。字は胡独菫。

## 経歴
蕭実老の子として生まれた。容貌魁偉で寡黙な人物であった。30歳を過ぎてはじめて出仕し、祗候郎君となった。本族将軍・松山州刺史を歴任した。寿昌2年（1096年）、次女（蕭徳妃）が燕王耶律延禧の妃となったため、常哥は永興宮使に任じられた。妃が耶律撻魯を生むと、常哥は南院宣徽使となった。寿昌6年（1100年）、漢人行宮都部署に転じた。乾統初年（1101年）、太子太師の位を加えられ、国舅詳穏となった。乾統2年（1102年）、遼興軍節度使として出向した。乾統5年（1105年）、召還されて北府宰相となった。乾統6年（1106年）、侍中を加えられた。
天慶元年（1111年）、致仕した。同年10月18日、私邸で死去した。諡は欽粛といった。

## 子女
- 蕭沖之
- 女
- 蕭徳妃
- 女

## 墓誌
1976年4月、遼寧省法庫県西南の葉茂台西山の遼代墓群で蕭義という人物の墓誌が発掘された。誌面は陰刻楷書、43行に各行43字の計1745字。この墓誌の主が蕭常哥のこととされている。

## 伝記資料
- 『遼史』巻82 列伝第12
- 蕭義墓誌